# UEFA Futsal Champions League 2022-2023 - Turno principale

## Sorteggio
Il sorteggio per i turni preliminare e principale si è tenuto il 7 luglio alle 14:30 CEST. Nel percorso A, che vede la presenza dei campioni in carica e delle squadre dalla prima alla undicesima e dalla sedicesima alla diciannovesima del ranking, si qualificano le prime 3 classificate di ogni girone, mentre nel percorso B, che comprende le squadre dalla dodicesima alla quindicesima, dalla ventesima alla ventitreesima e le otto provenienti dal turno preliminare, solo le prime di ogni girone avanzano al turno élite.
Nel percorso A le squadre erano divise in 4 fasce, relative alla propria posizione nel ranking. Il sorteggio del percorso A prevedeva la presenza di 5 urne, una per ogni fascia più una contenente le squadre ospitanti, che sono state sorteggiate separatamente e allocate nella posizione relativa alla propria fascia di appartenenza. Ogni girone vede quindi una squadra per ogni fascia. Squadre provenienti dalla stessa federazione potevano essere sorteggiate nello stesso gruppo.
Nel percorso B le squadre erano divise in 3 fasce relative alla propria posizione nel ranking. Il sorteggio del percorso B prevedeva la presenza di 4 urne, una per ogni fascia più una contenente le squadre ospitanti, che sono state sorteggiate separatamente e allocate nella posizione relativa alla propria fascia di appartenenza. Ogni girone vedrà quindi la presenza di una squadra per ognuna delle prime due fasce e due squadre dell'ultima fascia. L'identità delle squadre provenienti dal turno preliminare non era nota al momento del sorteggio. Come deciso dal Comitato Esecutivo dell'UEFA non potevano incontrarsi in questo turno squadre provenienti da Kosovo e Serbia, Kosovo e Bosnia ed Erzegovina o Armenia e Azerbaigian.
| Percorso B                                                                                         | Percorso B | Percorso B                      | Percorso B                  | Percorso B |
| Urna 6 (ospitanti)                                                                                 | Urna 7 (vinc. turno prel., posizioni 4 e 3) | Urna 8 (posizione 2)            | Urna 9 (posizione 1)        |            |
| -------------------------------------------------------------------------------------------------- | --- | ------------------------------- | --------------------------- | ---------- |
| - - Žalgiris (posizione 1) - Mostar-SG (posizione 1) - Liqeni (posizione 2) - Shkupi (posizione 2) | - - Vincitrice gruppo A - Vincitrice gruppo B - Vincitrice gruppo C - Vincitrice gruppo D - Vincitrice gruppo E - Vincitrice gruppo F - Vincitrice gruppo G - Vincitrice gruppo H | - - Araz Naxçıvan - Feldi Eboli | - - Chrudim - Stalìca Minsk |            |

| Percorso A | Percorso A                 | Percorso A             | Percorso A                              | Percorso A                                          |
| Urna 10 (ospitanti)                                                                                                | Urna 11 (posizione 4)      | Urna 12 (posizione 3)  | Urna 13 (posizione 2)                   | Urna 14 (posizione 1)                               |
| --- | -------------------------- | ---------------------- | --------------------------------------- | --------------------------------------------------- |
| - - NV Makarska (posizione 3) - Anderlecht (posizione 3) - United Galați (posizione 4) - St. Andrews (posizione 4) | - - Pola - Sporting Parigi | - - Hovocubo - Haladás | - - Qairat - Dobovec - Prodeksim - Ayat | - - Barcellona - Sporting Lisbona - Benfica - Palma |

## Risultati
Le gare si svolgeranno tra il 25 e il 29 ottobre. Gli orari sono CEST, come indicato dall'UEFA. Gli orari locali, se differenti, sono indicati tra parentesi. (H) indica la squadra ospitante.

### Percorso A

#### Gruppo 1
| Squadra         | P.ti | G | V | N | P | GF | GS | DR  |
| --------------- | ---- | - | - | - | - | -- | -- | --- |
| Palma           | 5    | 3 | 1 | 2 | 0 | 15 | 9  | +6  |
| Anderlecht (H)  | 5    | 3 | 1 | 2 | 0 | 8  | 4  | +4  |
| Qairat          | 5    | 3 | 1 | 2 | 0 | 7  | 6  | +1  |
| Sporting Parigi | 0    | 3 | 0 | 0 | 3 | 7  | 18 | -11 |

| Arbitri: | Grigori Ošomkov Josip Barton Filipe Gonçalo Santos Duarte |
| Crono:   | Jiri Bergs                                                |

| |           |                                                                 |
| Marlon 3'59'’, 13'30'’, 31'27'’ Bolinha 6'46'’ (aut.) Tayebi 8'35'’, 24'35'’ Rivillos 20'50'’ Rojas 22'03'’, 37'42'’, 38'42'’ Mancuso 27'42'’ | Marcatori | 0'10'’, 1'17'’, 2'21'’ Bolinha 17'25'’ Saadaoui 35'41'’ Chaulet |

| Arbitri: | Kirill Naishouler Filipe Gonçalo Santos Duarte Josip Barton |
| Crono:   | Jiri Bergs                                                  |

|                                      |           |                               |
| Caio Ruiz 16'06'’ Tūrsağūlov 37'23'’ | Marcatori | 4'25'’ Jelovčić 31'06'’ Diogo |

| Arbitri: | Filipe Gonçalo Santos Duarte Grigori Ošomkov Kirill Naishouler |
| Crono:   | Jiri Bergs                                                     |

|                                       |           |                                             |
| Tūrsağūlov 18'02'’ Esenamanov 35'36'’ | Marcatori | 8'30'’ (aut.) Douglas Júnior 38'21'’ Tayebi |

| Arbitri: | Josip Barton Kirill Naishouler Grigori Ošomkov |
| Crono:   | Jiri Bergs                                     |

|                                                                    |           |  |
| Soumaré 6'50'’ (aut.) Eduardo 20'59'’ Roninho 28'27'’ Fits 32'09'’ | Marcatori |  |

| Arbitri: | Grigori Ošomkov Kirill Naishouler Filipe Gonçalo Santos Duarte |
| Crono:   | Jiri Bergs                                                     |

|                               |           |                                                    |
| Bolinha 31'33'’ Fineo 37'42'’ | Marcatori | 1'24'’ Tūrsağūlov 23'04'’ Caio Ruiz 29'17'’ Favero |

| Arbitri: | Josip Barton Filipe Gonçalo Santos Duarte Kirill Naishouler |
| Crono:   | Jiri Bergs                                                  |

|                               |           |                                      |
| Eduardo 18'13'’ Tomić 20'31'’ | Marcatori | 6'07'’ Saldise 36'46'’ (rig.) Tayebi |

#### Gruppo 2
| Squadra          | P.ti | G | V | N | P | GF | GS | DR  |
| ---------------- | ---- | - | - | - | - | -- | -- | --- |
| Sporting Lisbona | 9    | 3 | 3 | 0 | 0 | 19 | 4  | +15 |
| NV Makarska (H)  | 4    | 3 | 1 | 1 | 1 | 4  | 9  | -5  |
| Pola             | 3    | 3 | 1 | 0 | 2 | 8  | 9  | -1  |
| Ayat             | 1    | 3 | 0 | 1 | 2 | 5  | 14 | -9  |

| Arbitri: | Ondřej Černý Denys Kutsyi Dario Pezzuto |
| Crono:   | Dino Kramar                             |

|                                                                                  |           |                                         |
| T. Paçó 8'19'’ Sokolov 13'33'’ Zicky Té 23'52'’ Cavinato 31'16'’ Pauleta 37'38'’ | Marcatori | 11'56'’, 16'38'’ (rig.), 31'30'’ Mataja |

| Arbitri: | Cédric Pelissier Dario Pezzuto Denys Kutsyi |
| Crono:   | Dino Kramar                                 |

|                                |           |                                          |
| Ryndin 26'55'’ Leandro 31'56'’ | Marcatori | 29'58'’ Jelavić 35'07'’ (aut.) Valiullin |

| Arbitri: | Dario Pezzuto Denys Kutsyi Cédric Pelissier |
| Crono:   | Dino Kramar                                 |

|                  |           | |
| Valiullin 7'45'’ | Marcatori | 3'12'’ Cavinato 4'49'’, 6'23'’ Pauleta 15'02'’ Erick 19'16'’ (rig.), 33'59'’ Neves 37'23'’ Miguel Ângelo |

| Arbitri: | Ondřej Černý Cédric Pelissier Denys Kutsyi |
| Crono:   | Dino Kramar                                |

|                         |           |  |
| Jelavić 9'16'’, 39'59'’ | Marcatori |  |

| Arbitri: | Cédric Pelissier Ondřej Černý Dario Pezzuto |
| Crono:   | Dino Kramar                                 |

|                                                                         |           |                                   |
| Baisel 12'40'’ Grbić 14'19'’ Milanović 17'34'’ Moravac 19'09'’, 25'05'’ | Marcatori | 18'41'’ Valiullin 23'28'’ Leandro |

| Arbitri: | Denys Kutsyi Dario Pezzuto Ondřej Černý |
| Crono:   | Dino Kramar                             |

|  |           |                                                                                              |
|  | Marcatori | 5'30'’ Sokolov 6'15'’ T. Paçó 9'38'’, 18'27'’ Zicky Té 16'23'’, 35'35'’ Neves 34'05'’ Cejudo |

#### Gruppo 3
| Squadra         | P.ti | G | V | N | P | GF | GS | DR  |
| --------------- | ---- | - | - | - | - | -- | -- | --- |
| Barcellona      | 9    | 3 | 3 | 0 | 0 | 21 | 2  | +19 |
| St. Andrews (H) | 4    | 3 | 1 | 1 | 1 | 7  | 9  | -2  |
| Dobovec         | 4    | 3 | 1 | 1 | 1 | 4  | 9  | -5  |
| Hovocubo        | 0    | 3 | 0 | 0 | 3 | 2  | 14 | -12 |

| Arbitri: | Stefan Vrijens Miguel Castilho Done Ristovski |
| Crono:   | Andrea Naudi                                  |

| |           |                  |
| Pito 7'18'’ S. González 17'44'’ Ferrão 24'45'’ Aklalouch 34'57'’ (aut.) Dyego 35'39'’ Catela 39'52'’ | Marcatori | 9'20'’ Bouyouzan |

| Arbitri: | Nicola Manzione Done Ristovski Miguel Castilho |
| Crono:   | Andrea Naudi                                   |

|               |           |                 |
| Čujec 35'23'’ | Marcatori | 6'41'’ Maikinho |

| Arbitri: | Done Ristovski Stefan Vrijens Nicola Manzione |
| Crono:   | Andrea Naudi                                  |

|  |           | |
|  | Marcatori | 2'48'’ Ferrão 5'26'’, 19'06'’, 37'32'’, 38'52'’ S. González 22'44'’ Adolfo 24'56'’, 35'12'’ Lozano |

| Arbitri: | Miguel Castilho Nicola Manzione Stefan Vrijens |
| Crono:   | Andrea Naudi                                   |

|                                                                                       |           |                |
| Maikinho 0'22'’, 36'22'’ Bouyouzan 6'57'’ (aut.) Bizjak 19'35'’ (rig.) Fumasa 26'12'’ | Marcatori | 34'37'’ Amghar |

| Arbitri: | Stefan Vrijens Miguel Castilho Done Ristovski |
| Crono:   | Andrea Naudi                                  |

|  |           |                                             |
|  | Marcatori | 31'11'’ Čeh 38'13'’ Čujec 39'51'’ R. Mordej |

| Arbitri: | Nicola Manzione Done Ristovski Miguel Castilho |
| Crono:   | Andrea Naudi                                   |

|                 |           |                                                                                               |
| Vitinho 11'51'’ | Marcatori | 4'54'’, 6'35'’, 26'54'’ Lozano 18'33'’ Ferrão 20'51'’ S. González 23'28'’ Adolfo 29'04'’ Pito |

#### Gruppo 4
| Squadra           | P.ti | G | V | N | P | GF | GS | DR  |
| ----------------- | ---- | - | - | - | - | -- | -- | --- |
| Benfica           | 9    | 3 | 3 | 0 | 0 | 15 | 3  | +12 |
| Uragan            | 4    | 3 | 1 | 1 | 1 | 10 | 8  | +2  |
| United Galați (H) | 3    | 3 | 1 | 0 | 2 | 5  | 15 | -10 |
| Haladás           | 1    | 3 | 0 | 1 | 2 | 7  | 11 | -4  |

| Arbitri: | Vedran Babic Kamil Çetin Vasilios Christodoulis |
| Crono:   | Valeriu Daianu                                  |

|                                                                   |           |                  |
| Silvestre Ferreira 3'45'’ D. Nunes 15'26'’ Vinícius Rocha 26'17'’ | Marcatori | 13'57'’ Henrique |

| Arbitri: | Petar Radojcic Vasilios Christodoulis Kamil Çetin |
| Crono:   | Valeriu Daianu                                    |

|                                                                          |           |  |
| Šoturma 10'43'’ Korsun 17'15'’ Mykytjuk 18'00'’, 18'08'’ Hrycyna 22'29'’ | Marcatori |  |

| Arbitri: | Vasilios Christodoulis Vedran Babic Petar Radojcic |
| Crono:   | Valeriu Daianu                                     |

|               |           |                                                                         |
| Shved 17'49'’ | Marcatori | 12'33'’ Sobral 13'35'’ Silvestre Ferreira 33'12'’ Afonso 37'07'’ Cintra |

| Arbitri: | Kamil Çetin Petar Radojcic Vedran Babic |
| Crono:   | Valeriu Daianu                          |

|                                                              |           |                               |
| Cardenas 1'49'’, 32'00'’ Craciun 31'05'’ Pelé 38'24'’ (rig.) | Marcatori | 19'54'’ Dróth 20'56'’ Hajmási |

| Arbitri: | Vedran Babic Kamil Çetin Vasilios Christodoulis |
| Crono:   | Valeriu Daianu                                  |

|                                                                             |           |                                                       |
| Dróth 1'42'’ Rutai 27'34'’ Mykytjuk 29'52'’ (aut.) Santos Cassemiro 35'36'’ | Marcatori | 5'51'’ Mospan 14'01'’ Dychuk 22'37'’, 29'24'’ Abakšyn |

| Arbitri: | Petar Radojcic Vasilios Christodoulis Kamil Çetin |
| Crono:   | Valeriu Daianu                                    |

|               |           | |
| Cireș 30'53'’ | Marcatori | 2'11'’, 9'01'’ Cintra 4'40'’, 13'10'’ Jacaré 19'47'’, 36'31'’ Vinícius Rocha 23'36'’ L. Rocha 34'15'’ Arthur |

### Percorso B

#### Gruppo 5
| Squadra       | P.ti | G | V | N | P | GF | GS | DR |
| ------------- | ---- | - | - | - | - | -- | -- | -- |
| Loznica       | 9    | 3 | 3 | 0 | 0 | 12 | 5  | +7 |
| Mostar-SG (H) | 6    | 3 | 2 | 0 | 1 | 7  | 6  | +1 |
| Örebro        | 3    | 3 | 1 | 0 | 2 | 10 | 11 | -1 |
| Araz Naxçıvan | 0    | 3 | 0 | 0 | 3 | 5  | 12 | -7 |

| Arbitri: | David Urdánoz Apezteguía Lukáš Peško Jan Kresta |
| Crono:   | Farik Keco                                      |

|                                  |           | |
| Vitinho 25'01'’ Çovdarov 34'08'’ | Marcatori | 18'33'’ (rig.), 36'32'’ (rig.), 38'38'’ Dias Alves 23'50'’ Rodriguez 25'16'’ (rig.) José Adalberto Junior |

| Arbitri: | Victor Chaix Jan Kresta Lukáš Peško |
| Crono:   | Farik Keco                          |

|                                             |           |               |
| Stojković 8'02'’ Taborda dos Santos 30'23'’ | Marcatori | 21'18'’ Jelić |

| Arbitri: | Jan Kresta Josip Dujmic Victor Chaix |
| Crono:   | Farik Keco                           |

|                                                            |           |               |
| Kocić 12'02'’, 36'59'’ Milosavljević 15'55'’ Rosić 23'02'’ | Marcatori | 18'27'’ Vitão |

| Arbitri: | Lukáš Peško Victor Chaix Josip Dujmic |
| Crono:   | Farik Keco                            |

|                                           |           |                      |
| Kalajdžić 5'25'’ Aladžić 38'09'’, 38'32'’ | Marcatori | 0'10'’, 9'30'’ Mieli |

| Arbitri: | Victor Chaix Josip Dujmic Lukáš Peško |
| Crono:   | Farik Keco                            |

|                                    |           |                                                                                                  |
| Rodriguez 5'05'’, 28'51'’, 30'36'’ | Marcatori | 2'37'’ Rosić 15'42'’, 22'26'’, 35'53'’ Avramović 20'08'’ (rig.) Kocić 38'10'’ Taborda dos Santos |

| Arbitri: | Jan Kresta Lukáš Peško Josip Dujmic |
| Crono:   | Farik Keco                          |

|                                        |           |                                |
| Aladžić 2'16'’, 11'35'’ Šešelj 32'19'’ | Marcatori | 22'43'’ Vitão 33'20'’ Amengual |

#### Gruppo 6
| Squadra       | P.ti | G | V | N | P | GF | GS | DR  |
| ------------- | ---- | - | - | - | - | -- | -- | --- |
| Piast Gliwice | 9    | 3 | 3 | 0 | 0 | 19 | 4  | +15 |
| Stalìca Minsk | 3    | 3 | 1 | 0 | 2 | 10 | 12 | -2  |
| Gentofte      | 3    | 3 | 1 | 0 | 2 | 7  | 11 | -4  |
| Liqeni (H)    | 3    | 3 | 1 | 0 | 2 | 9  | 18 | -9  |

| Arbitri: | Chiara Perona Admir Zahovič Vlad Nicolae Ciobanu |
| Crono:   | Besart Ismajli                                   |

|               |           |                                                                                   |
| Lavor 33'44'’ | Marcatori | 22'15'’, 35'33'’ Miguel Ângelo 23'37'’, 26'41'’, 31'57'’ Lazzaretti 37'43'’ Breno |

| Arbitri: | Daniel Matkovic Vlad Nicolae Ciobanu Admir Zahovič |
| Crono:   | Besart Ismajli                                     |

|                                                        |           |                                                                         |
| Rasmussen 19'11'’ Mushtak 27'03'’ K. Jørgensen 36'03'’ | Marcatori | 1'36'’, 35'36'’ Ramadani 27'36'’ Sanchez Nagles 29'52'’ Burgos Sandoval |

| Arbitri: | Vlad Nicolae Ciobanu Chiara Perona Daniel Matkovic |
| Crono:   | Besart Ismajli                                     |

|                                                                    |           |                                           |
| Veis 11'48'’ Sorensen 17'50'’ Fogt 35'45'’ J. L. Jørgensen 37'01'’ | Marcatori | 30'38'’ Umpirovich 38'33'’, 38'43'’ Kniga |

| Arbitri: | Admir Zahovič Daniel Matkovic Chiara Perona |
| Crono:   | Besart Ismajli                              |

|                                                         |           | |
| Sanchez Nagles 21'07'’ Topilla 25'34'’ Ramadani 37'00'’ | Marcatori | 2'43'’ Bugański 5'26'’ Mrowiec 14'07'’ Śmiałkowski 29'46'’ Szadurski 31'23'’, 38'00'’ Lazzaretti 32'49'’ (rig.) Teixeira Drummond Lanza 37'41'’ Miguel Ângelo 39'59'’ Nunes Cadini |

| Arbitri: | Daniel Matkovic Chiara Perona Admir Zahovič |
| Crono:   | Besart Ismajli                              |

|                                                                         |           |  |
| Hansen 15'02'’ (aut.) Lazzaretti 20'37'’ Miguel Ângelo 27'58'’, 39'33'’ | Marcatori |  |

| Arbitri: | Vlad Nicolae Ciobanu Admir Zahovič Chiara Perona |
| Crono:   | Besart Ismajli                                   |

|                                        |           |                                                                                               |
| Sanchez Nagles 28'31'’ Brahimi 38'54'’ | Marcatori | 0'31'’ Shvedko 14'44'’, 34'25'’ Umpirovich 30'44'’ Trofimovich 31'52'’ Zhigalko 34'00'’ Kozel |

#### Gruppo 7
| Squadra      | P.ti | G | V | N | P | GF | GS | DR  |
| ------------ | ---- | - | - | - | - | -- | -- | --- |
| Feldi Eboli  | 9    | 3 | 3 | 0 | 0 | 21 | 7  | +14 |
| Žalgiris (H) | 6    | 3 | 2 | 0 | 1 | 13 | 8  | +5  |
| Petrow       | 3    | 3 | 1 | 0 | 2 | 8  | 17 | -9  |
| KaDy         | 0    | 3 | 0 | 0 | 3 | 5  | 15 | -10 |

| Arbitri: | Nikola Jelić Javier Moreno Reina Marjan Mladenovski |
| Crono:   | Šarūnas Tamulynas                                   |

|                                                                |           |                                |
| Luizinho 12'43'’, 39'55'’ Fantecele 35'16'’ Calderolli 35'46'’ | Marcatori | 10'34'’ Newton 16'51'’ Lintula |

| Arbitri: | Cristiano José Cardoso Santos Marjan Mladenovski Javier Moreno Reina |
| Crono:   | Šarūnas Tamulynas                                                    |

|                    |           |                                                                                 |
| Kozlovskis 27'06'’ | Marcatori | 13'29'’ Voskunovič 27'37'’ Sendžikas 31'17'’ Marcelo 37'34'’ (rig.) Kaique Melo |

| Arbitri: | Marjan Mladenovski Nikola Jelić Cristiano José Cardoso Santos |
| Crono:   | Šarūnas Tamulynas                                             |

|                                                      |           | |
| Kozlovskis 8'19'’ Kuzmin 10'43'’ Mik. Babris 26'26'’ | Marcatori | 7'15'’ Caponigro 9'11'’, 18'51'’ Venâncio 11'27'’ Baroni 14'06'’ Vavá 14'58'’ Fantecele 20'22'’, 22'30'’ Guilhermão 25'39'’, 28'48'’ Selucio |

| Arbitri: | Javier Moreno Reina Cristiano José Cardoso Santos Nikola Jelić |
| Crono:   | Šarūnas Tamulynas                                              |

|                                                                                                   |           |  |
| Marcelo 7'04'’, 18'54'’ Sendžikas 25'50'’ Wepe 28'00'’, 34'06'’ Ricardo 28'46'’ Zagurskas 29'01'’ | Marcatori |  |

| Arbitri: | Marjan Mladenovski Cristiano José Cardoso Santos Javier Moreno Reina |
| Crono:   | Šarūnas Tamulynas                                                    |

|                                                 |           |                                                               |
| Jailson 18'04'’ M. Kytölä 19'33'’ Italo 29'17'’ | Marcatori | 15'28'’, 32'53'’ Rimkus 20'07'’ Mik. Babris 36'58'’ Mickēvičs |

| Arbitri: | Nikola Jelić Javier Moreno Reina Cristiano José Cardoso Santos |
| Crono:   | Šarūnas Tamulynas                                              |

|                                    |           | |
| Selucio 3'41'’ (aut.) Wepe 11'07'’ | Marcatori | 3'25'’, 33'07'’ Guilhermão 5'31'’ Braga 18'36'’ (rig.) Venâncio 29'14'’, 36'37'’ Luizinho 39'36'’ (rig.) Fantecele |

#### Gruppo 8
| Squadra        | P.ti | G | V | N | P | GF | GS | DR  |
| -------------- | ---- | - | - | - | - | -- | -- | --- |
| Chrudim        | 7    | 3 | 2 | 1 | 0 | 7  | 3  | +4  |
| Differdange 03 | 6    | 3 | 2 | 0 | 1 | 13 | 5  | +8  |
| Lučenec        | 4    | 3 | 1 | 1 | 1 | 7  | 5  | +2  |
| Shkupi (H)     | 0    | 3 | 0 | 0 | 3 | 2  | 16 | -14 |

| Arbitri: | Ruben Santos Aleš Mocnik Peric Peter Nurse |
| Crono:   | Nikola Kostencev                           |

|                                     |           |                         |
| Grcić 8'30'’ (aut.) Capinha 32'14'’ | Marcatori | 7'45'’, 39'14'’ Leovski |

| Arbitri: | Eduardo Coelho Peter Nurse Aleš Mocnik Peric |
| Crono:   | Nikola Kostencev                             |

| |           |                         |
| Martinez 0'11'’, 5'42'’, 14'25'’ Gouveia Costa 4'07'’, 7'57'’ Rejala 6'55'’ Gassmann 11'49'’ Mareco 21'11'’ Unjanque 26'20'’ | Marcatori | 8'21'’, 24'06'’ Leveski |

| Arbitri: | Peter Nurse Ruben Santos Eduardo Coelho |
| Crono:   | Nikola Kostencev                        |

|                          |           |                                  |
| Oliveira Garrido 26'41'’ | Marcatori | 13'02'’ Éverton 23'57'’ P. Drozd |

| Arbitri: | Aleš Mocnik Peric Eduardo Coelho Ruben Santos |
| Crono:   | Nikola Kostencev                              |

|  |           |                                                                      |
|  | Marcatori | 4'14'’ (rig.) Fehervári 7'40'’ Greško 29'07'’ Ostrák 30'36'’ Belaník |

| Arbitri: | Eduardo Coelho Ruben Santos Peter Nurse |
| Crono:   | Nikola Kostencev                        |

|                                 |           |                                                                   |
| Oliveira Garrido 39'41'’ (aut.) | Marcatori | 17'06'’ (aut.) Směřička 24'41'’ Oliveira Garrido 38'55'’ Martinez |

| Arbitri: | Aleš Mocnik Peric Peter Nurse Ruben Santos |
| Crono:   | Nikola Kostencev                           |

|  |           |                                            |
|  | Marcatori | 5'12'’ Capinha 18'49'’ Torres 29'56'’ Doša |